# Hotel Blume

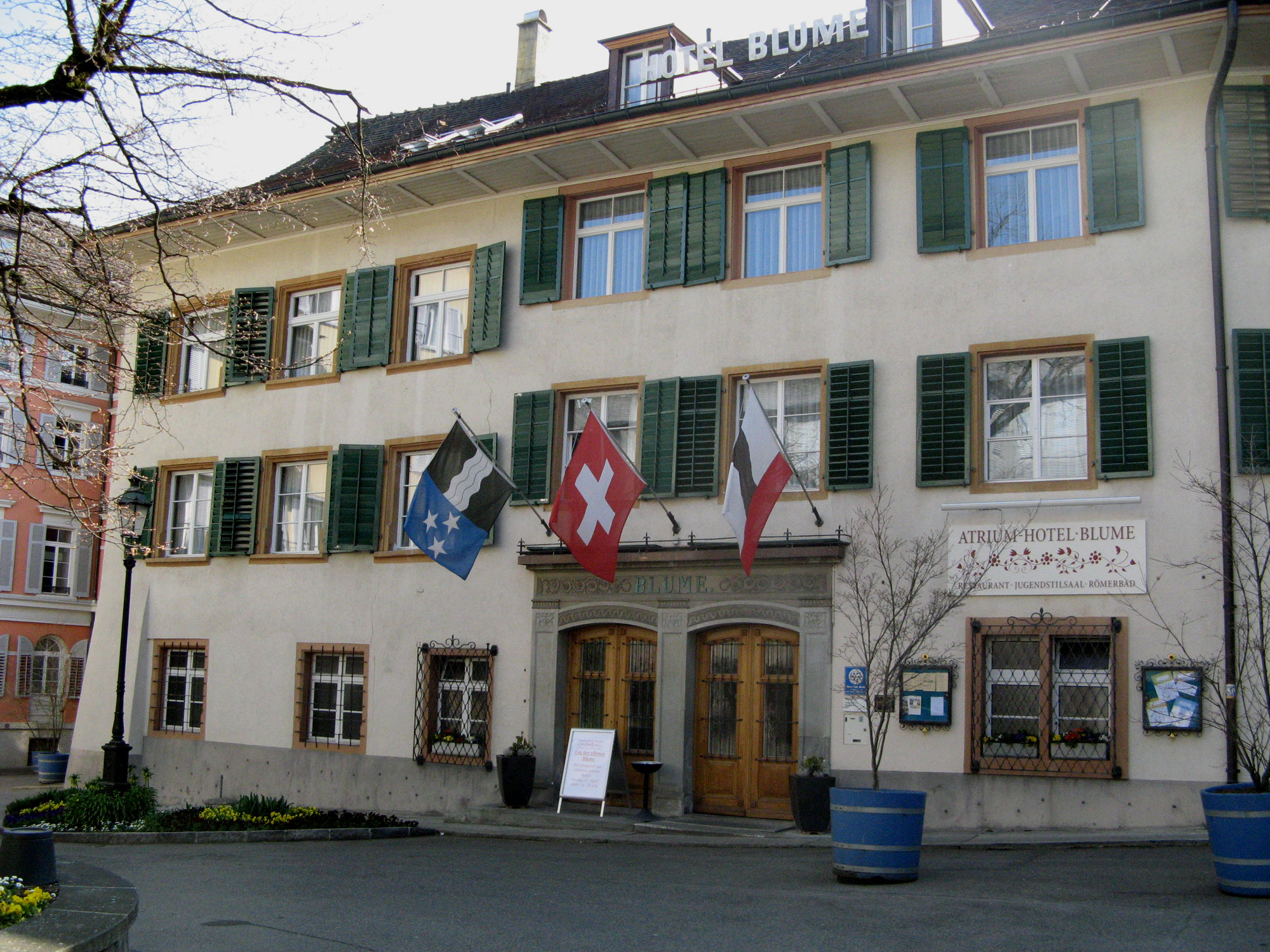
Hotel Blume (2009)

Das Hotel Blume ist ein Hotel in Baden im Kanton Aargau. Es steht am Kurplatz und ist ein Kulturgut von regionaler Bedeutung. Das Hotel Blume ist das einzige im Bäderquartier, das bis heute ununterbrochen in Betrieb ist.

## Gebäude

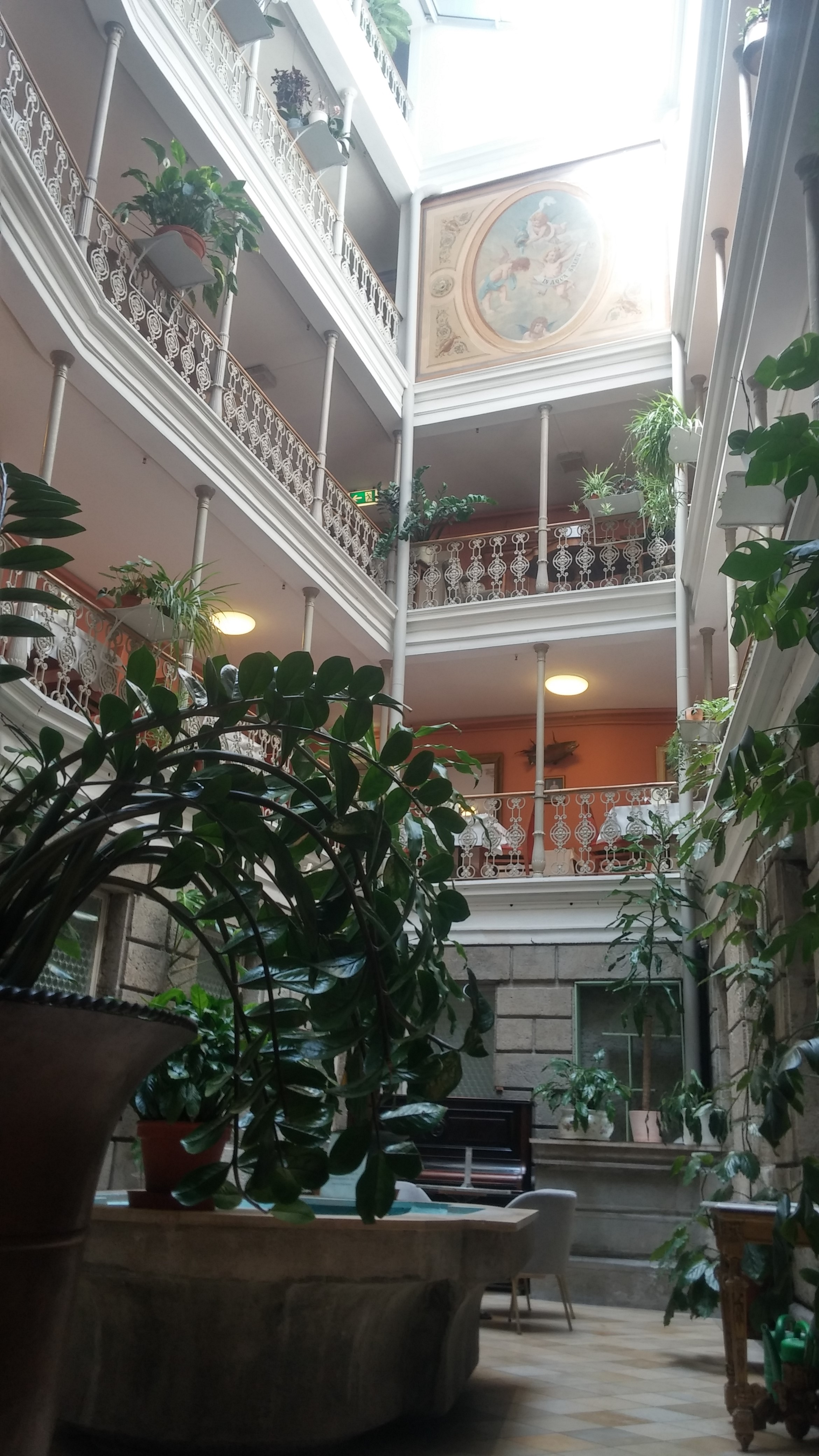
Atriumhof

Das Hotelgebäude vereint mehrere Bauphasen vom Spätmittelalter bis zur zweiten Hälfte des 19. Jahrhunderts. Dem Kurplatz zugewandt ist der traufständige dreigeschossige Alttrakt, mit zweifach gebrochener Fassade und spätgotischem Strebepfeiler an der Nordostecke. Die Ostfassade wird von einem Krüppelwalmdach abgeschlossen und besitzt einige barocke Rechteckfenster. Aus der Zeit um 1840 stammt ein Stichbogenportal mit stilisierten, flach profilierten Pflanzenmustern. Im Süden dieser Baugruppe schliesst sich ein Neorenaissance-Anbau an. Dessen Fenster weisen im Erdgeschoss die Form von Rundbögen auf, während die Fenster darüber rechteckig sind (im ersten Obergeschoss zusätzlich mit stichbogigen Verdachungen). Allgemein ist der Anbau einem italienischen Palazzo nachempfunden und kaum von der Romantik oder dem Biedermeier beeinflusst.
Ein vollständig erhalten gebliebener, über alle Stockwerke reichender und langgestreckter Atriumhof prägt das Innere. Zum Hof hin öffnen sich drei Galerien mit gusseisernen Stützen und Eisengeländern. Unter dem Glasdach erstreckt sich das allegorische Wandbild In Aqua Salus aus dem Jahr 1873. Im festlich ausgestatteten Speisesaal im Erdgeschoss werden die Wände durch kannelierte Pilaster gegliedert, während die Türen durch Stuckgiebel verziert sind und der Deckenspiegel dekorativ bemalt ist. Im Altbau ist ein klassizistisches Entrée mit toskanischen Wandpilastern zu finden.

## Geschichte
Die erste Erwähnung eines Gasthauses namens «Blume» erfolgte im Jahr 1421, im Zusammenhang mit Streitereien zwischen den Anteilhabern des Grossen Heissen Steins. 1800 gelangte das Haus in den Besitz von Anton Niklaus Borsinger, der daraufhin eine umfassende Renovation vornahm. Josephine Borsinger-Heer führte nach dem Tod ihres Mannes Carl Borsinger von 1851 bis 1876 das Hotel. Ihre Schwiegertochter Mathilde Borsinger-Müller, die ihren Sohn Franz 1871 heiratete, führte das Hotel nach dessen Tod von 1897 bis 1909.
1866 erhielt der Architekt Robert Moser den Auftrag für einen Neubau, der die benachbarten Häuser «zum Gelbhorn» und «zur Sense» miteinbezog. Von dem Projekt konnten 1872 aber nur der im Neorenaissance-Stil gehaltene Ersatz für den Südtrakt und ein glasüberdachter Atriumhof verwirklicht werden. Dadurch blieb die spätmittelalterliche Gestalt des Gebäudes im Wesentlichen bis heute erhalten. Seit 1967 steht das Hotel unter Denkmalschutz. Etappenweise folgten Restaurierungen: 1984 Erneuerung der Fassaden des Nordtrakts, 1992/93 Aussenrenovation von Mosers Erweiterungsbau, in den 1990er Jahren Modernisierung der Hotelzimmer, 1999 bis 2001 Restaurierung des Speisesaals, 2005 Teilsanierung der Bäder im Untergeschoss. Im Gegensatz zu allen anderen Hotels im Bäderquartier war die «Blume» nie von einer Schliessung betroffen.
Jahrzehntelang galt der Aufzug im Atriumhof des Hotels Blume als der weltweit älteste noch in Betrieb befindliche Personenaufzug des Unternehmens Schindler. In zahlreichen Publikationen (unter anderem in Artikeln der Neuen Zürcher Zeitung und der Aargauer Zeitung) wurde die urbane Legende verbreitet, er stamme aus dem Jahr 1898 und trage die Nr. 2. Der von Schindler Deutschland betriebene «Senkrechtstarter-Blog» fand 2017 heraus, dass dieser Aufzug jedoch erst 1948 installiert wurde und eine wasserhydraulische Anlage von 1895 ersetzte. Der tatsächlich älteste noch bestehende Schindler-Lift steht seit 1912 im Haus Hirschengraben 33b in Luzern.